# 75.ª Brigada Mixta (Ejército Popular de la República)
La 75.ª Brigada Mixta fue una unidad del Ejército Popular de la República creada durante la Guerra Civil Española.

## Historial
La unidad fue creada en febrero de 1937 a partir del desdoblamiento de la 6.ª División, en el frente del Centro. El mando de la brigada recayó en el comandante de infantería Miguel Melero Blanco. Un mes después, en marzo, la 75.ª Brigada Mixta se trasladó hasta Andújar para participar en el asedio del Santuario de Nuestra Señora de la Cabeza.
Regresaría a Madrid, donde entre el 10 y el 14 de abril intervino en un fallido asalto sobre el Cerro Garabitas. Para esta operación participó integrada en la «1.ª Agrupación», mandada por el mayor de milicias Etelvino Vega. Durante los siguientes meses permaneció en el frente de Madrid, agregada a la 6.ª División, sin tomar parte en operaciones militares de relevancia. En la primavera de 1938 se hallaba adscrita a la 65.ª División. El 13 de junio, debido a la ofensiva franquista en el frente de Levante, la 75.ª BM fue enviada como refuerzo a esta zona, integrándose en la 15.ª División y, posteriormente, en la 49.ª División. Hasta el final de la contienda permaneció en este frente, sin tener un papel relevante.

## Mandos
Comandantes
- Comandante de infantería Miguel Melero Blanco;
- Comandante de infantería Antonio Máximo Ludeña;
- Mayor de milicias Carlos Vellido Tardío;

Comisarios
- Eleuterio Dorado Lanza, de IR;
- José de la Vega Ruiz;
- Alfonso Reyes Senén, de IR;

Oficiales
- Carlos Antón Pastor, teniente